# Jaime Arbós
Jaime Arbós Tor (San Hipólito de Voltregá, 12 de julio de 1824-Barcelona, 26 de octubre de 1882) fue un químico, industrial, sacerdote e inventor español.

## Biografía
Estudió en las Escuelas Pías de Barcelona, a donde sus padres, Francesc, cardador de lana, y María Tor, se habían trasladado en busca de oportunidades económicas. Asimismo, asistió a las clases de Química aplicada a las artes impartidas por la Junta de Comercio de Cataluña en 1846. En los exámenes de dicha asignatura, leyó una disertación sobre la historia del arte de tintorería, y manifestó la necesidad que tiene el tintorero de poseer conocimiento de química para proceder con acierto en las varias operaciones que ejecuta en sus talleres.
Tomó el título de regente en la asignatura de Química General y, en 1851, estableció en Mataró un laboratorio de productos químicos. Estudió el movimiento científico industrial de Europa y se dedicó a la tintorería, sobre cuya especialidad compuso un tratado recibido con aceptación. Para perfeccionar sus conocimientos, viajó por Francia, Inglaterra, Prusia y Bélgica, y, de regreso de uno de estos viajes, trajo un nuevo adelanto y procedimiento. Atraído por la fabricación del gas, estableció un sistema de alumbrado que aplicó a algunas fábricas distantes de los grandes núcleos urbanos y en pueblos de escaso vecindario. El aparato que con este fin ideó funcionó bastante tiempo y, de acuerdo con Ramón de Manjarrés, estaba bien entendido y estudiado hasta en sus menores detalles. La materia prima era un líquido espeso de naturaleza resinosa, preparada por él mismo, cuyo líquido, con el calor del horno, se ponía fluido y penetraba en forma de hilo delgado en las retortas, llenas de coque incandescente.
De regreso de otra de sus excursiones al extranjero, trajo un motor de Lenoir, el primero que funcionó en España. Como su trabajo por medio del gas del alumbrado resultaba muy caro, Arbós se empeñó en obtener un gas económico que pudiese usar tanto para el alumbrado como para poner en movimiento dicho motor. Para esto, cargaba con cisco u otra sustancia carbonosa de origen vegetal una especie de generador cilíndrico y, cuando estaba incandescente, sujetaba en su interior una corriente continua de aire y vapor acuoso. El gas obtenido de esta manera, que no era más que una mezcla de aire caliente e hidrógeno impuro, lo mezclaba después con un hidrocarburo en forma de vapor para que comunicara brillo a su llama o con cierta cantidad de gas del alumbrado, de tal manera que adquiriera condiciones propias para su aplicación no solo a dicho motor, sino también como agente de calefacción y alumbrado. Tuvo ocasión de ensayar este sistema en sus triples aplicaciones en el hospital militar de la ciudad. En reconocimiento a su labor, el intendente militar de Cataluña le invitó a aceptar una prebenda y el general Prim, a admitir una encomienda de Carlos IV, pero rechazó ambas.
El sistema de alumbrado que lleva su nombre se ensayó en varias poblaciones, como Vich, Caldas de Montbui y Tortosa. En 1861, se le concedió, por real cédula, privilegio de invención de un procedimiento para obtener una mezcla gaseosa aplicable como motor a las máquinas fijas o movibles, y otros usos.
Ordenado sacerdote a instancia del obispo Costa y Borrás, se encargó de la cátedra de Física y Química del seminario conciliar, cuyo gabinete y laboratorio montó, según los adelantos de la época, con los instrumentos que había traído de París, adonde lo había comisionado el obispo Palau.
Fue miembro de la Real Academia de Ciencias y Artes de Barcelona y de otras corporaciones nacionales y extranjeras.
Falleció en Barcelona el 26 de octubre de 1882.

## Obras
Fundó La España católica, un periódico que inició su publicación en 1856 y la continuó durante dos años. Asimismo, leyó varios discursos y escribió las siguientes obras:
- Manual de física y química (1846);
- Tratado práctico del blanqueo y tintorería de lana, seda y algodón (1846);
- «Manual de química orgánica» (1846);
- El clero y la ciencia moderna (1876);
- Consideraciones filosófico-ascéticas sobre las siete palabras que pronunció N. S. Jesucristo en la Cruz (1878);
- Ensayo de física y química transcendentalmente consideradas con arreglo a la doctrina de santo Tomás de Aquino (1879);
- Tratado fundamental de química y física (1881);